# Mario Sergio Angulo
Mario Sergio Angulo (Cali, Valle del Cauca, Colombia; 27 de julio de 1983) es un exfutbolista colombiano. Jugaba como delantero y se retiró en el Dragón de El Salvador.
Es hijo del también exfutbolista y actual entrenador Sergio Angulo.

## Clubes
| Club                 | País                   | Año         |
| -------------------- | ---------------------- | ----------- |
| América de Cali      | Colombia               | 2002        |
| Dimerco Popayán      | Colombia               | 2003        |
| Real Cartagena       | Colombia               | 2004        |
| Cúcuta Deportivo     | Colombia               | 2005        |
| Unión Magdalena      | Colombia               | 2006        |
| Deportes Quindío     | Colombia               | 2006        |
| Unión Magdalena      | Colombia               | 2007        |
| Guaros               | Venezuela              | 2008        |
| Cúcuta Deportivo     | Colombia               | 2008        |
| Al Fujairah          | Emiratos Árabes Unidos | 2008        |
| Atlético Bucaramanga | Colombia               | 2009        |
| Deportivo Pereira    | Colombia               | 2009        |
| Centauros            | Colombia               | 2010        |
| Árabe Unido          | Panamá                 | 2010        |
| Sport Huancayo       | Perú                   | 2011        |
| América de Cali      | Colombia               | 2011        |
| Fortaleza            | Colombia               | 2012        |
| Portuguesa           | Venezuela              | 2013        |
| Dragón               | El Salvador            | 2013 - 2014 |

## Palmarés

### Torneos nacionales
| Título          | Club            | País     | Año  |
| --------------- | --------------- | -------- | ---- |
| Torneo Apertura | América de Cali | Colombia | 2002 |

| Título                | Club           | País     | Año  |
| --------------------- | -------------- | -------- | ---- |
| Torneo Primera B 2004 | Real Cartagena | Colombia | 2004 |

| Título                | Club             | País     | Año  |
| --------------------- | ---------------- | -------- | ---- |
| Torneo Primera B 2005 | Cucuta Deportivo | Colombia | 2005 |